# Trenet de la Marina
El Trenet de la Marina era un ferrocarril de vía estrecha que conectaba la ciudad de Alicante con Denia, en el norte de la provincia. A partir del año 2003 comenzó a ser sustituido por las líneas 3, 1 y 9 del TRAM Metropolitano de Alicante. Su recorrido, de casi cien kilómetros, discurre de manera paralela a la costa y conecta importantes localidades turísticas, tales como Campello, Villajoyosa, Benidorm, Altea, Calpe, Benisa, Teulada, Gata de Gorgos, además de las propias Alicante y Denia.
En sus más de cien años de historia ha sido gestionado por diversas compañías. Finalmente, fue asumido en 1987 por Ferrocarriles de la Generalidad Valenciana, que en los últimos años ha estado mejorando y adaptando el trayecto al uso mixto de tranvía y tren-tram.

## Orígenes
Los primeros estudios para construir un enlace ferroviario de ancho ibérico entre Alicante y Denia empezaron en el año 1864, pero no se concretaron en propuesta alguna. La iniciativa fue del abogado y emprendedor alicantino Juan Bautista Lafora, que mantuvo en espera su proyecto durante años. Finalmente, el 23 de marzo de 1882 el gobierno le concedió el permiso que había solicitado. A continuación, el proponente pidió nuevos permisos para realizar estudios de detalle en los tramos Alicante-Villajoyosa y Altea-Denia. Dichos permisos le fueron concedidos el 13 de mayo de 1882, así como la autorización para el estudio de viabilidad de la conexión entre Villajoyosa y Altea.
El 7 de abril de 1883 se denegó el estudio de las tres líneas por separado, ya que se consideró como una línea única de vía ancha. Al final, el 1 de agosto de 1889, Juan Bautista Lafora obtuvo la concesión de un ferrocarril de vía estrecha entre Alicante y Villajoyosa, al tiempo que se le autorizaba a prolongarlo hasta Denia. No obstante, después de varios años sin realizar obra alguna, en el año 1901 Lafora vendió sus derechos de construcción al ingeniero de minas y empresario José Carbonell Morand.
El valor añadido de este trayecto estaba en los enlaces ferroviarios posibles. En Alicante hacia Murcia, a través de una línea ya existente desde 1882 de ancho ibérico, y en Denia hacia Gandía y Carcagente, a través de otra línea existente desde 1884 de vía métrica.
El 3 de julio de 1902 José Carbonell, el nuevo propietario de la concesión, constituyó la Compañía de los Ferrocarriles de Alicante a la Marina, domiciliada en Madrid. Los trabajos preparatorios se iniciaron el 8 de noviembre de 1902. La intención era inaugurar el primer tramo el 19 de marzo de 1903. Conseguido el capital necesario, la nueva compañía empezó a adquirir los terrenos. Sin embargo, no fue tarea fácil, ya que algunos agricultores afectados no aceptaron las condiciones ofrecidas. Además, otros problemas se añadieron, como la huelga de los trabajadores empleados. Así, la construcción del ferrocarril se fue retrasando y, en el año 1907, el Ministerio de Fomento tuvo que conceder a la adjudicataria una última prórroga de tres años. Pese a ello, los trabajos no avanzaron, por lo que el Estado terminó incautándose el 28 de julio de 1910 de los bienes de la compañía. El 2 de octubre de 1910, en una Junta General Extraordinaria, se liquidó la sociedad.
De los dos tramos de la línea, el que iba desde Villajoyosa hasta Denia estaba amparado en la Ley de Ferrocarriles Secundarios y Estratégicos de 1908, es decir, contaba con garantía de interés por el Estado. El tramo de Alicante a Villajoyosa no lo estaba, porque se había adjudicado con anterioridad a esa ley. Sin embargo, meses después de la caducidad de la concesión, este segundo tramo también se incluyó bajo el amparo legal mencionado. Una vez incluido, José Carbonell solicitó y obtuvo de nuevo la concesión.

## Estratégicos y Secundarios de Alicante (ESA)

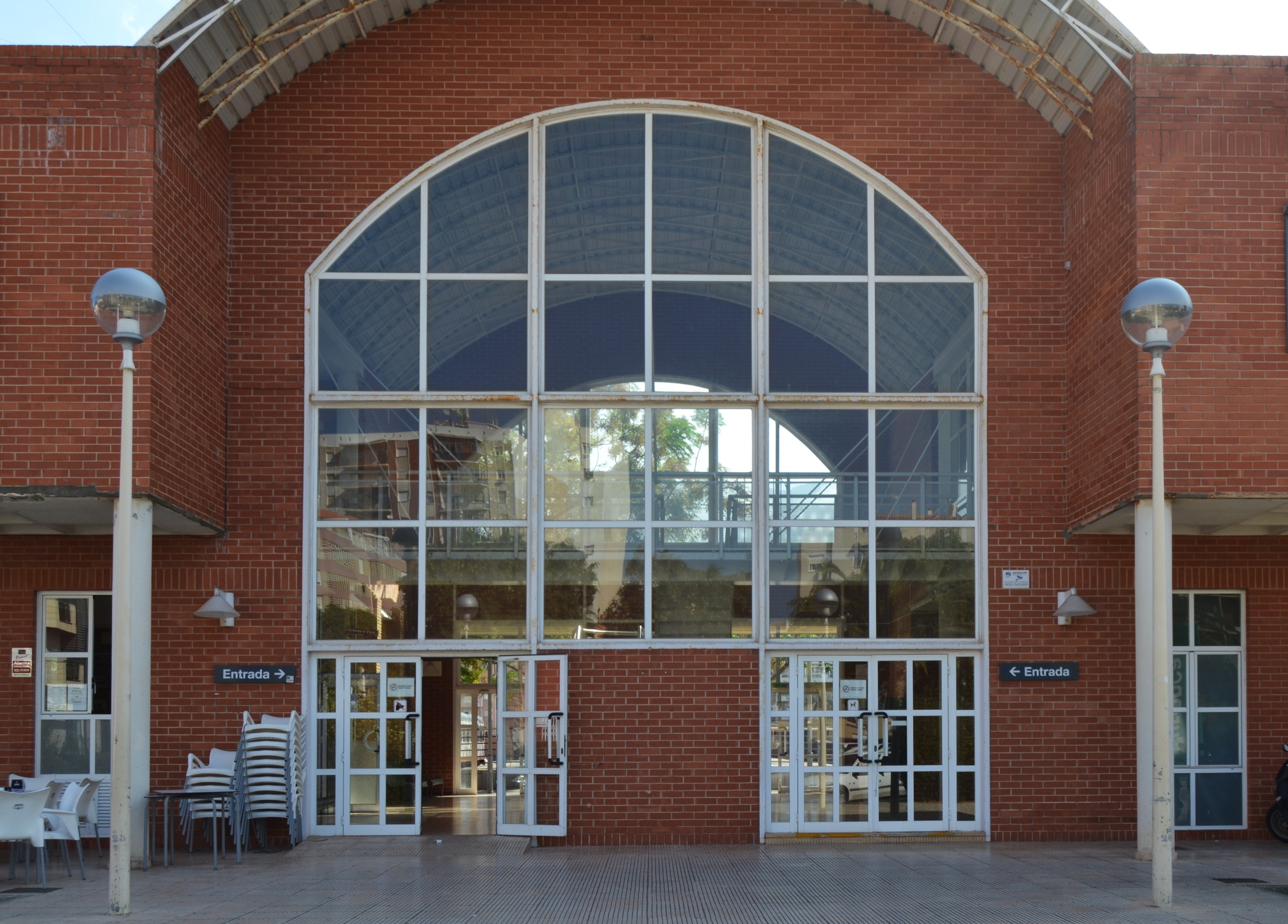
Fachada de la estación de Denia.

El 23 de septiembre de 1910 el Ministerio de Fomento celebró una subasta para la concesión de un ferrocarril de vía métrica entre Villajoyosa y Denia, teniendo José Carbonell derecho de tanteo al ser el propietario anterior del proyecto. La subasta se declaró desierta pero, finalmente, el 27 de septiembre el tramo fue adjudicado a Boffinet, Solms y Cía, sociedad que tenía como gerente al propio Carbonell. 
El 24 de octubre de 1910 se constituyó la Compañía de los Ferrocarriles Estratégicos y Secundarios de Alicante (ESA), cuyo objeto social era construir y explotar la línea Villajoyosa-Denia. Para ello, la sociedad Boffinet, Solms y Cía aportaba su concesión. Por otra parte, ESA también adquirió los derechos de la concesión Alicante-Villajoyosa.
Los trabajos de construcción de la línea Villajoyosa-Denia comenzaron el 13 de febrero de 1911, con la presencia del rey Alfonso XIII en el acto ceremonial de colocación de la primera piedra. La empresa constructora era francesa. Por otra parte, la obra del tramo entre Alicante y Villajoyosa fue adquirida en subasta pública por el señor Willy Solms el 4 de julio de 1911, comenzando los trabajos el 8 de octubre de ese año. Debido a la orografía del terreno, el trazado requirió de 7 viaductos, 17 puentes metálicos y 14 túneles, además de disponer muchas trincheras y terraplenes. Sin embargo, el perfil de la línea no era excesivo en diferencias de altitud, siendo los puntos más bajos del recorrido Alicante o Denia y llegando al máximo desnivel en Benisa con 182 m s.n.m. Finalmente, en marzo de 1914 ya circulaban por toda la línea las primeras locomotoras.
Tras este largo periodo, el 28 de octubre de 1914 se inauguraron los tramos entre Alicante y Villajoyosa y entre Villajoyosa y Altea, debiendo esperar el tramo entre Altea y Denia hasta el 11 de julio de 1915. En Alicante ciudad, la línea partía desde la Estación de La Marina, construida al efecto.
En sus primeros tiempos, en la ciudad de Alicante, se publicaron quejas sobre la falta de seguridad del tren puesto en servicio. En aquellas fechas hubo varios accidentes y descarrilamientos sucesivos, por lo que la prensa pedía responsabilidades. Por otra parte, la zona a la que servía no estaba tan densamente poblada como ahora, por lo que la explotación se basó, fundamentalmente, en trenes mixtos de mercancías y pasajeros. 
Los servicios de mercancías puros se establecieron para la construcción del puerto de Altea y el suministro de fueloil a la cementera de Denia. El primero tenía por objeto el transporte de piedra de la cantera de Les Quintanes hasta las obras del puerto de Altea. Así, el 23 de febrero de 1935 se concedió permiso a Cubiertas y Tejados S.A. para poner en marcha este servicio. Dicho permiso caducó el 10 de enero de 1945, aunque las instalaciones no se desmantelaron hasta los años 50. El segundo servicio, el transporte de combustible, se inauguró el 15 de febrero de 1955, y consistió en el suministro de fueloil desde los depósitos de Campsa en Alicante a la cementera de Cemesa en Denia. El servicio se mantuvo hasta el cierre de la cementera en el año 1971 por los altos niveles de contaminación, si bien el ramal no se desmanteló hasta 1984. En el año 1964 se suprimió el servicio de mercancías en la línea del Trenet, quedando solamente el de viajeros y el anteriormente citado.
El transporte de viajeros contó con un ramal hasta el puerto de Alicante, inaugurado en 1936 desde la Estación de La Marina, que acercaba el tren a la ciudad. Estuvo operativo hasta el 27 de abril de 1967. En la década de los cuarenta, el tren estaba anticuado. A partir de 1949 se empezaron a utilizar automotores construidos de forma artesanal. La media anual de viajeros entre los años 1917 y 1936 fue de 240 000. En la década de los cincuenta esa media subió por encima de los 500 000 pasajeros.

## Explotación de Ferrocarriles por el Estado (EFE)
La entidad estatal Explotación de Ferrocarriles por el Estado (EFE), creada en 1926, se encargaba de asumir y administrar ferrocarriles privados en quiebra. El 1 de agosto de 1964 se hizo cargo de la línea del Trenet, dados sus problemas económicos. Como la línea Carcagente-Denia ya estaba desde 1943 gestionada por EFE, se abrió la posibilidad de ofrecer servicios conjuntos. Estos se realizaron con nuevos automotores. Sin embargo, el 1 de febrero de 1974 se suprimió el trayecto Gandía-Denia.

## Ferrocarriles Españoles de Vía Estrecha (FEVE)
La compañía estatal Ferrocarriles Españoles de Vía Estrecha (FEVE) se fundó en el año 1965, siendo la sucesora de la entidad EFE. Su objeto era la explotación de los ferrocarriles de vía estrecha existentes en España, sobre unos 1250 km. Al cerrarse muchas otras líneas gestionadas por FEVE, y mantenerse en servicio el Trenet, pudo recuperarse material sobrante para la explotación. De esta forma, se pusieron en servicio algunos automotores de mayor potencia, así como remolques o locomotoras diésel.

## Ferrocarriles de la Generalidad Valenciana (FGV)
El día 2 de diciembre de 1986, en el BOE número 288, se publicó la creación de la entidad Ferrocarriles de la Generalidad Valenciana (FGV), con objeto de gestionar los ferrocarriles de vía estrecha de la Comunidad Valenciana transferidos desde FEVE. Por tanto, a partir del 1 de enero de 1987 el Trenet pasó a ser responsabilidad de esta empresa pública. En el momento del traspaso, la línea Alicante-Denia tenía 92,725 km de longitud, en vía única y sin electrificar. Los primeros años no se realizaron cambios importantes, sólo algunos cosméticos para capear el mal estado de la explotación. A finales de los años 90, con el inicio de la nueva red TRAM, llegaron los cambios importantes: Se electrificó la línea entre Alicante y Benidorm, se modernizaron las vías y el parque móvil, se convirtió en tranvía el entorno metropolitano y se prolongó su trayecto hasta el centro de la capital. En el año 2023, el recorrido del antiguo tren es utilizado, en mayor o menor medida, por las líneas 3, 1 y 9 del TRAM Metropolitano de Alicante.

## Servicios especiales

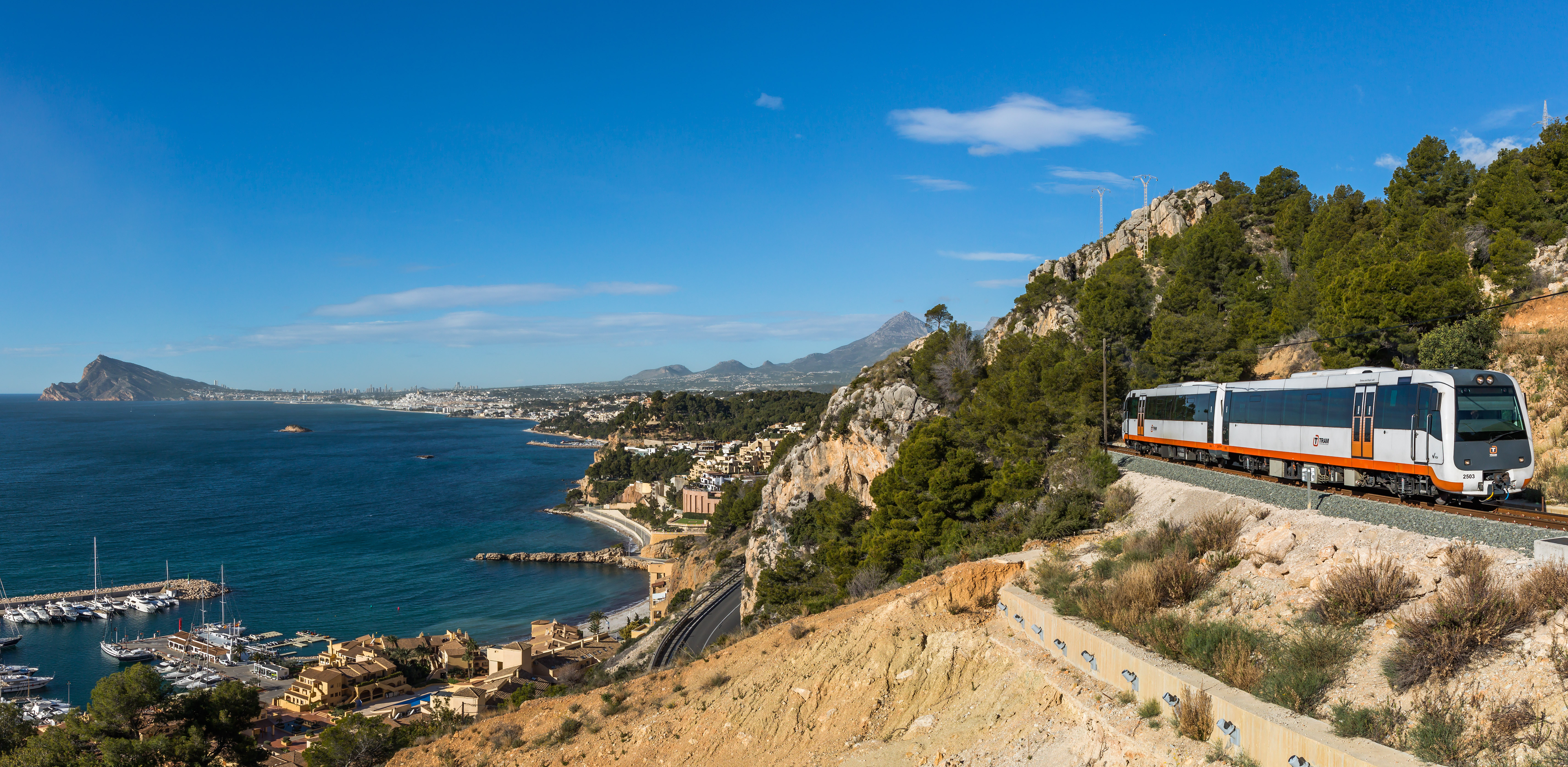
Tren diésel 2500 circulando en la línea.

Entre los servicios especiales creados en esta línea, se pueden destacar:

#### Limón Express
Esta línea contó con el primer tren turístico de España. El llamado Limón Exprés era un tren de época utilizado con fines turísticos. Este tren, que efectuaba el recorrido Benidorm-Gata de Gorgos-Benidorm sin paradas intermedias, comenzó a circular el 1 de junio de 1971 gracias a la iniciativa de un promotor turístico británico. Utilizaba coches de madera recuperados de la línea Denia-Carcagente, construidos en los años veinte y adecentados convenientemente. El objetivo era ofrecer un viaje en un tren 'antiguo' a turistas desde Benidorm hasta Denia. Sin embargo, con el tiempo el recorrido se limitó a ida y vuelta a Gata de Gorgos, una localidad no tan frecuentada por los turistas pero muy reconocida por sus vinos y su artesanía. Finalmente, el 27 de mayo de 2005 se suspendió el servicio por el mal estado de los coches y las locomotoras y porque la modernización efectuada en la línea impedía su salida desde Benidorm.

#### TRAMnochador
Este servicio nocturno se puso en marcha en 1988 y funciona exclusivamente los meses de julio y agosto. Da cobertura a los principales centros de diversión y zonas de ocio existentes a lo largo del recorrido del Trenet. Su objetivo es facilitar el desplazamiento de los alicantinos y turistas en las noches festivas, proporcionando mayor comodidad y seguridad. Prueba de su éxito es el gran uso que ha tenido a lo largo de los años.